# Aa (Meuse)
Aa är en liten flod i Nederländerna. Det rinner upp nära Nederweert i den sydöstra provinsen Limburg. Den rinner nordväst genom provinsen Nord-Brabant mot 's-Hertogenbosch, mer eller mindre jämsides med kanalen Zuid-Willemsvaart. I 's-Hertogenbosch rinner den ihop med Dommel och bildar floden Dieze, som rinner in i Meuse ( nederländska: Maas) några kilometer  längre fram. De viktigaste städerna längs Aas sträckning är Asten, Helmond, Veghel och 's-Hertogenbosch.